# 조선요술협회
조선요술협회(朝鮮妖術協會)는 조선민주주의인민공화국의 마술 단체이다.
2001년 설립되었으며 전국에 10개 지부를 두었다. 자국의 마술공연발전에 이바지하고 해외 마술사, 마술사 단체와의 협력을 도모하는 것을 목표로 하고 있다.
2012년에 국제마술협회연맹에 가입했다.